# Čebular
Čebular je priimek več oseb:
- Albin Čebular, slovenski literat
- Jakob Čebular, slovenski učitelj
- Sandi Čebular, slovenski košarkar